# Ячейка (село)
Яче́йка — село в Эртильском районе Воронежской области России.
Административный центр Ячейского сельского поселения.

## История
До 1928 года село территориально входило в состав Бобровского уезда Воронежской губернии.

## Население
| 1859 | 1897  | 2000 | 2010 |
| ---- | ----- | ---- | ---- |
| 805  | ↗1377 | ↘604 | ↘525 |

## Улицы
| - ул. 8 Марта, - ул. 9 Мая, - ул. В. Высоцкого, - ул. Заря, | - ул. Ленина, - ул. М. Горького, - ул. Набережная, - ул. Пролетарская, | - ул. Свободы, - ул. Ф. Ускова, - ул. Центральная, - ул. Чапаева. |

## Достопримечательности
В селе есть действующая церковь Михаила Архангела, построенная в 1846 году.